# Lovaspóló az 1936. évi nyári olimpiai játékokon
Az 1936. évi nyári olimpiai játékokon a lovaspólóban 5 csapat vett részt. A mérkőzéseket  augusztus 3-a és 8-a között játszották le. Magyarország is részt vett a tornán, és a negyedik helyen végzett.
A lovaspóló 1936 után kikerült az olimpia programjából.

## Éremtáblázat
(A rendező ország csapata eltérő háttérszínnel, az egyes számoszlopok legmagasabb értéke, vagy értékei vastagítással kiemelve.)
| Az 1936. évi nyári olimpiai játékok éremtáblázata lovaspólóban | Az 1936. évi nyári olimpiai játékok éremtáblázata lovaspólóban | Az 1936. évi nyári olimpiai játékok éremtáblázata lovaspólóban | Az 1936. évi nyári olimpiai játékok éremtáblázata lovaspólóban | Az 1936. évi nyári olimpiai játékok éremtáblázata lovaspólóban | Olimpia  |
| -------------------------------------------------------------- | -------------------------------------------------------------- | -------------------------------------------------------------- | -------------------------------------------------------------- | -------------------------------------------------------------- | -------- |
|                                                                | Ország                                                         | Arany                                                          | Ezüst                                                          | Bronz                                                          | Összesen |
| 1.                                                             | Argentína (ARG)                                                | 1                                                              | 0                                                              | 0                                                              | 1        |
|                                                                |                                                                |                                                                |                                                                |                                                                |          |
| 2.                                                             | Nagy-Britannia (GBR)                                           | 0                                                              | 1                                                              | 0                                                              | 1        |
|                                                                |                                                                |                                                                |                                                                |                                                                |          |
| 3.                                                             | Mexikó (MEX)                                                   | 0                                                              | 0                                                              | 1                                                              | 1        |
|                                                                |                                                                |                                                                |                                                                |                                                                |          |
| Összesen                                                       | Összesen                                                       | 1                                                              | 1                                                              | 1                                                              | 3        |

## Érmesek

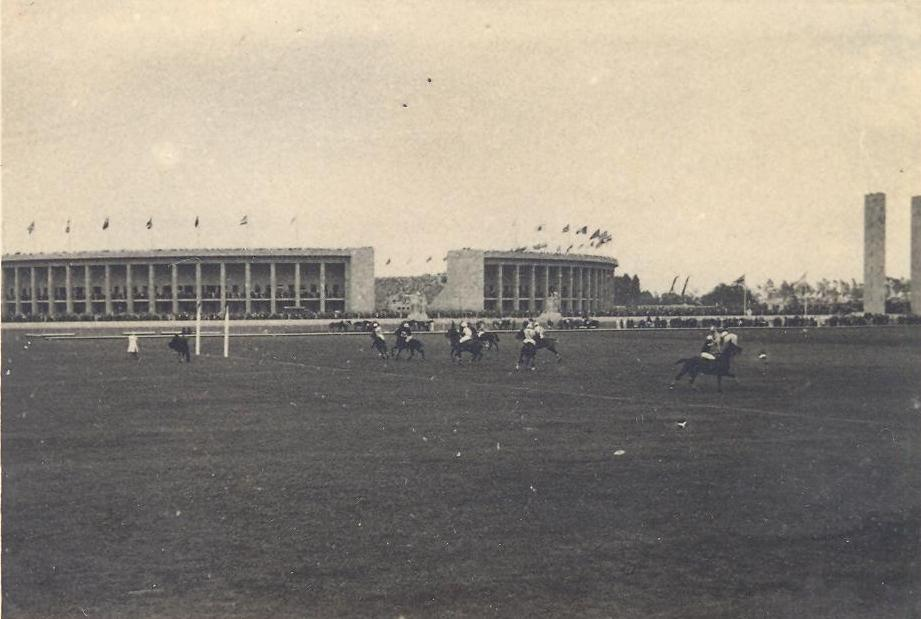
Lovaspóló az 1936. évi nyári olimpiai játékokon

| Az 1936. évi nyári olimpiai játékok érmesei lovaspólóban       | Az 1936. évi nyári olimpiai játékok érmesei lovaspólóban                      | Az 1936. évi nyári olimpiai játékok érmesei lovaspólóban | Az 1936. évi nyári olimpiai játékok érmesei lovaspólóban |
| -------------------------------------------------------------- | ----------------------------------------------------------------------------- | -------------------------------------------------------- | -------------------------------------------------------- |
| Arany                                                          | Ezüst                                                                         | Bronz                                                    |                                                          |
| Argentína (ARG)                                                | Nagy-Britannia (GBR)                                                          | Mexikó (MEX)                                             |                                                          |
| Luis J. Duggan Roberto Cavanagh Andres Gazzotti Manuel Andrada | Bryan Fowler John Hinde William Norris Dawnay David Guinness Humphrey Patrick | Juan García Antonio Nava Julio Müller Alberto Ramos      |                                                          |

## Mérkőzések

### A csoport
| 1936. augusztus 3. |  | Nagy-Britannia (GBR) | 13 – 11 | Mexikó |  |  |
| 1936. augusztus 3. |  |                      |         |        |  |  |

| 1936. augusztus 5. |  | Argentína (ARG) | 15 – 5 | Mexikó |  |  |
| 1936. augusztus 5. |  |                 |        |        |  |  |

### B csoport
| 1936. augusztus 4. |  | Magyarország (HUN) | 8 – 8 | Németország |  |  |
| 1936. augusztus 4. |  |                    |       |             |  |  |

Újrajátszás
| 1936. augusztus 6. |  | Magyarország (HUN) | 16 – 6 | Németország |  |  |
| 1936. augusztus 6. |  |                    |        |             |  |  |

### Bronzmérkőzés
| 1936. augusztus 8. |  | Mexikó (MEX) | 16 – 2 | Magyarország |  |  |
| 1936. augusztus 8. |  |              |        |              |  |  |

### Döntő
| 1936. augusztus 7. |  | Argentína (ARG) | 11 – 0 | Nagy-Britannia |  |  |
| 1936. augusztus 7. |  |                 |        |                |  |  |

## Végeredmény
| Helyezés | Csapat               | M | Gy | D | V | G+ | G– | Gk  |
| -------- | -------------------- | - | -- | - | - | -- | -- | --- |
| Arany    | Argentína (ARG)      | 2 | 2  | 0 | 0 | 26 | 5  | +21 |
| Ezüst    | Nagy-Britannia (GBR) | 2 | 1  | 0 | 1 | 13 | 22 | –9  |
| Bronz    | Mexikó (MEX)         | 3 | 1  | 0 | 2 | 32 | 30 | +2  |
| 4.       | Magyarország (HUN)   | 3 | 1  | 1 | 1 | 26 | 30 | –4  |
| 5.       | Németország (GER)    | 2 | 0  | 1 | 1 | 14 | 24 | –10 |